# Banque SYZ
Banque SYZ es una entidad bancaria privada de Ginebra perteneciente al grupo bancario suizo SYZ, fundada en 1996 por Eric Syz, Alfredo Piacentini y Paolo Luban. En 2014, dos de los cofundadores decidieron imprimir un nuevo rumbo a su trayectoria profesional. Fue entonces cuando Eric Syz tomó el control de la práctica totalidad de las acciones de la sociedad de cartera del Grupo.
La entidad se dedica a la gestión de patrimonios a través de dos líneas de negocio: la banca privada (SYZ Wealth Management) y la gestión institucional (SYZ Asset Management), a través de mandatos individuales o de los fondos de inversión OYSTER Funds.
El banco está presente en Suiza (Ginebra, Zúrich, Lugano, Locarno) y en otras ciudades extranjeras (Milán, Múnich, Madrid, Londres, Edimburgo, Luxemburgo, Bruselas, París, Nassau, Miami y Johannesburgo). En diciembre de 2017, los activos gestionados por el Grupo ascendían a 37.200 millones de francos suizos.

## Historia
La entidad Banque SYZ fue fundada en enero de 1996 en Ginebra. En julio del mismo año, la entidad crea la SICAV luxemburguesa OYSTER.
En 1999, el banco comienza su desarrollo internacional en Nassau, creando SYZ Bank & Trust, y en Suiza, con la apertura de oficinas en Lugano y más tarde en Locarno. En julio de 2001, se abren nuevas oficinas en Luxemburgo, seguidas de inmediato por la llegada a Londres en agosto de 2001.
En 2002, se asocia con el grupo italiano Albertini, junto con el cual crea en Milán la sociedad gestora Albertini SYZ, que se transformará en banco en noviembre de 2003 con el nombre de Banca Albertini SYZ. En 2013, SYZ toma el control de Banca Albertini SYZ.
En marzo de 2003, Banque SYZ abre una sucursal en Zúrich.
En 2010, el banco decide agrupar todas sus líneas de negocio de gestión institucional en la nueva entidad SYZ Asset Management.
En 2011, SYZ abre una oficina en París, dedicada a la comercialización de sus fondos de inversión OYSTER entre clientes institucionales franceses.
En junio de 2012, el banco crea SYZ Swiss Advisors, sociedad gestora suiza inscrita en la Comisión del Mercado de Valores de los Estados Unidos, dedicada en especial a los inversores estadounidenses.
Con ocasión de uno de los plazos periódicos de renuncia a su contrato de asociación, dos de los tres socios fundadores, Alfredo Piacentini y Paolo Luban, abandonan el Grupo en junio de 2014. Eric Syz se convierte entonces en accionista mayoritario y Consejero Delegado.
En julio de 2014, Banque SYZ es clasificado como mejor banco suizo en cuanto a solidez en la clasificación anual de mayores bancos mundiales (Top 1000 World Banks 2014), elaborada por la revista británica The Banker, miembro del grupo Financial Times. La solidez de los bancos se midió por medio de la ratio entre capital y activos (capital básico dividido entre activos).
En octubre de 2014, Banque SYZ fue designado Best Private Banking Boutique por el jurado de los Global Private Banking Awards 2014, celebrados por las revistas británicas Professional Wealth Management (PWM) y The Banker, publicaciones ambas del grupo Financial Times.
En julio de 2015, SYZ adquiere Royal Bank of Canada (Suiza).
En noviembre de 2016, Banque SYZ fue designado por tercer año consecutivo Best Private Banking Boutique por el jurado de los Global Private Banking Awards, celebrados por las revistas británicas Professional Wealth Management (PWM) y The Banker, publicaciones ambas del grupo Financial Times.
En diciembre de 2016, una oficina de SYZ Asset Management (Europe) Ltd abre en Múnich.
En septiembre de 2017, una oficina de SYZ Asset Management (Europe) Ltd abre en Madrid.

## Afiliaciones
El banco es miembro de las siguientes asociaciones:
- Association Suisse des Banquiers (Asociación Suiza de la Banca)[12]
- Fondation Genève Place Financière (Fundación Ginebra Plaza Financiera)
- Association de Banques Suisses de Gestion (Asociación de Bancos Suizos de Gestión)[13]
- Association Suisse des Gérants de Fortune (Asociación Suiza de Gestores de Patrimonios)[14]
- Associazione Bancaria Ticinese (Asociación Bancaria del Tesino)[15]